# Stazione di Spresiano
La stazione di Spresiano è una stazione ferroviaria di superficie, passante, della linea ferroviaria Venezia–Udine.

## Storia
La sera del 21 novembre 2015 un treno merci delle compagnia privata InRail è deragliato con gli ultimi carri di coda ripartendo dal binario 3 in direzione Udine. Non vi sono stati feriti.

## Strutture e impianti
Non dispone di biglietteria, ma è presente un'emettitrice automatica, e la sala d'aspetto è stata chiusa al pubblico a causa di ripetuti atti di vandalismo. Dispone di tre binari, di cui uno in disuso, servendo quindi per le precedenze tra Treviso e Conegliano. Una diramazione sulla destra, poco prima della stazione, giungendo da Conegliano, consente l'accesso ad un piccolo deposito con tre binari morti, fino a pochi anni fa utilizzato anche per il carico di vagoni merci su autoarticolati. Il deposito è stato quindi utilizzato come punto di appoggio per i lavori di ristrutturazione della linea negli anni scorsi.
Dall'ottobre 2008 buona parte del deposito è stato convertito in parcheggio al servizio della stazione. Da febbraio 2025 tale parcheggio è stato temporaneamente chiuso per permettere lo svolgimento di lavori di rinnovo e risanamento della massicciata, il cui termine è previsto alla fine di maggio 2025.
La stazione dispone anche di un modesto parcheggio coperto per le biciclette.

## Movimento
La stazione è servita da treni regionali svolti da Trenitalia nell'ambito del contratto di servizio stipulato con le regioni interessate.

## Servizi
La stazione dispone dei seguenti servizi:
- Parcheggio di scambio